# Antas Vjaravas
Antas Vjaravas (Ants Väravas) né le 10 juin 1937 à Tallinn, mort le 20 août 2018 à Tallinn, est un coureur cycliste soviétique et estonien de la fin des années 1950 et de la première moitié des années 1960. Plusieurs années sélectionné dans l'équipe d'URSS, il devient ensuite entraîneur dans le cyclisme soviétique, et occupe des fonctions dirigeantes dans le cyclisme estonien jusqu'en 2007. 

## Biographie
Ants Vjaravas débute en compétitions cyclistes en 1952, dans le cadre du sport scolaire soviétique. Ses débuts sont remarqués par le champion cycliste Nikolaï Matvejev, huit fois champion d'Estonie. Sa carrière cycliste au haut niveau s'effectue au sein de la société sportive Troud, mais il poursuit en même temps des études universitaires de Pédagogie. Il est sélectionné dans l'équipe d'URSS à partir de 1959, pour une participation au Tour d'Égypte. Ainsi il est au départ du Tour de Tunisie en 1962. L'année 1964, sa victoire au Championnat d'URSS lui ouvre une présélection pour les J.O. de Tokyo. Mais le petit résultat des soviétiques aux Championnats du monde qui ont lieu deux mois avant pousse le sélectionneur à ne pas le retenir comme titulaire.
Sa carrière s'achève l'année suivante sur deux titres de champion de la République socialiste soviétique d'Estonie qui s'ajoutent à plusieurs autres. À partir de 1966, il est entraineur en chef de l'équipe de la société sportive Dynamo et membre du Présidium de la Fédération cycliste d'Union soviétique. En 1991, il est vice président de la Fédération cycliste de l'Estonie indépendante.    

## Palmarès
- 1956
  - 2e du championnat d'Estonie sur route[2]
- 1957
  - 2e du championnat d'Estonie sur route
  - 3e du championnat d'URSS du contre-la-montre par équipes (avec l'équipe de la RSS d'Estonie)[3]
- 1958
  - Classement général du Tour d'Estonie cycliste[4]
  -  Champion de la RSS d'Estonie sur route
  - 2e du championnat d'URSS du contre-la-montre par équipes[5] (avec Anatoli Olizarenko, A. Podjablonski et Ants Adamson)
  - 3e du championnat d'URSS sur route
- 1959
  -  Champion de la RSS d'Estonie sur route
  - Vilnius-Riga-Tallin
  - 2e du championnat d'URSS sur route
- 1960
  - 2e étape du Tour de Pologne[6]
  - 6e du Tour de Pologne
- 1961
  -  Champion de la RSS d'Estonie contre-la-montre
- 1962
  - Tour de l'URSS
  - Vilnius-Riga-Tallin
- 1963
  - 3e du championnat d'Estonie sur route
- 1964
  -  Champion d'URSS sur route
  - Riga-Vilnius-Tallin
  - 9e du championnat du monde du contre-la-montre par équipes (avec Anatoli Olizarenko, Guennadi Lebediev et  Alexeï Petrov)[7]
- 1965
  -  Champion de la RSS d'Estonie sur route
  -  Champion de la RSS d'Estonie contre-la-montre

### Autres résultats
- 1960
  - 15e de la Course de la Paix
- 1963
  - 35e de la Course de la Paix